# Alfred Thielmann
Alfred Thielmann (* 20. Juli 1892 in Kreuzburg, Oberschlesien; † 3. März 1988 in Neckargemünd) war ein deutscher Offizier, zuletzt Generalleutnant der Wehrmacht im Zweiten Weltkrieg.

## Leben
Alfred Thielmann trat Anfang März 1913 als Fahnenjunker beim 2. Westpreußische Pionier-Bataillon Nr. 23 in die Armee ein. Mitte 1914 wurde er dort zum Leutnant befördert und kämpfte als Offizier im Ersten Weltkrieg. Nach dem Krieg wechselte er Mitte 1919 in den Polizeidienst.
Zum 1. August 1935 folgte als Major seine Übernahme in die Reichswehr. In der Wehrmacht wurde er im Oktober 1936 zum Kommandeur des neu aufgestellten Pionier-Bataillons 28 bei der 28. Infanterie-Division ernannt. Anfang 1937 wurde er dort zum Oberstleutnant und Ende 1939 zum Oberst befördert. Anfang Februar 1940 wechselte er als Kommandeur eines Offizier-Lehrgangs an die Pionierschule II nach Dessau-Roßlau. Ende Mai 1940 ging er als Kommandeur zum neu aufgestellten Pionier-Regiment 678. Ab März 1942 war er für ein Jahr Pionierführer bei der 3. Panzerarmee. Anschließend besuchte er einen Divisionsführer-Lehrgang.
Anfang April 1943 wurde er zum Generalmajor befördert und übernahm ab Mitte Mai 1943 als Kommandeur die 122. Infanterie-Division. Ende Juni 1943 löste er den Generalleutnant Wilhelm Wegener ab und wurde bis Mitte September 1943 mit der Führung der 32. Infanterie-Division beauftragt. Mit der Division nahm er an den Abwehrkämpfen an der Redja und an der Porussja teil. Mitte August 1943 wurde er Kommandeur der 254. Infanterie-Division, welcher er Ende März 1944 abgab. Ende April 1944 übernahm er das Kommando über die 154. Reserve-Division und wurde in dieser Position Anfang Juni 1944 zum Generalleutnant befördert. Mitte Dezember 1944 gab er das Kommando; die Division stand nun als 154. Feldausbildungs-Division an der Ostfront; wieder an den vorherigen Divisionskommandeur der nun aufgelösten 154. Reserve-Division Generalleutnant Friedrich Altrichter ab. Im gleichen Zeitraum wurde er General der Pioniere bei der Heeresgruppe G.
Durch seine Verleihung mit dem Deutschen Kreuz in Silber 1942 und dem Deutschen Kreuz in Gold 1944 gehört er zu den nur 15 Soldaten, welche beide Formen des Deutschen Kreuzes verliehen bekommen haben.

## Auszeichnungen (Auswahl)
- Eisernes Kreuz (1914) II. und I. Klasse
- Verwundetenabzeichen (1918) in Schwarz
- Spange zum Eisernen Kreuz II. und I. Klasse
- Deutsches Kreuz in Gold am 8. November 1944